# Gingerland Methodist Church
Gingerland Methodist Church ist eine methodistische Kirche im Parish Gingerland in St. Kitts und Nevis, einem Inselstaat in der Karibik.

## Geschichte
Die Gemeinde entstand 1801, das heutige Gebäude stammt aus den 1930er Jahren.
Das Schulgebäude, welches ebenfalls zu dem Gebäudekomplex gehört, wurde 1901 erbaut um ein älteres Gebäude zu ersetzen, welches durch einen Wirbelsturm 1899 zerstört worden war.

## Architektur
Die Bauweise ist ungewöhnlich, da die Kirche einen achteckigen Grundriss aufweist und im Richardsonian-Romanesque-Stil erbaut wurde. Die Mauern bestehen aus grauem Gestein mit Trägern für das Dach. Die Kirche hat ein Walmdach und Bogenfenster sowie achteckige monumentale Säulen, welche die Bögen tragen. Ein Glockenturm aus Beton wurde später hinzugefügt.